# 20. Deutscher Bundestag
Der 20. Deutsche Bundestag wurde am 26. September 2021 gewählt und trat am 26. Oktober 2021 zu seiner Konstituierung zusammen. Mit der Konstituierung des 21. Deutschen Bundestages am 25. März 2025 endete die Legislatur.
Mit dem Zusammentritt des 20. Bundestages endete die Legislaturperiode des 19. Deutschen Bundestages und die Amtszeit der Bundesregierung (Kabinett Merkel IV), die bis zur Wahl von Olaf Scholz zum Bundeskanzler durch den 20. Deutschen Bundestag am 8. Dezember 2021 geschäftsführend tätig blieb. Nach dem Bruch der Ampelkoalition Anfang November 2024 regierten SPD und Grüne ohne die FDP als Minderheitsregierung.
Der 20. Bundestag gliederte sich seit Ende 2023 in fünf Fraktionen und zwei Parlaments-Gruppen; neun Abgeordnete waren fraktionslos. Im 20. Deutschen Bundestag waren insgesamt elf Parteien vertreten, davon SPD, CDU, Bündnis 90/Die Grünen, FDP, AfD, CSU, Die Linke und SSW durch die Wahl sowie das BSW, Bündnis Deutschland und Werteunion durch Übertritte.
In Folge der negativ beschiedenen Vertrauensfrage von Kanzler Scholz löste Bundespräsident Frank-Walter Steinmeier den Bundestag am 27. Dezember 2024 auf und verkündete eine vorgezogene Neuwahl am 23. Februar 2025. Als regulärer Wahltermin war zuvor der 28. September 2025 angesetzt.

## Mitglieder des Bundestages
- BSW: 10
- Linke: 28
- SPD: 207
- Grüne: 117
- FDP: 90
- Union: 196
- AfD: 76
- Fraktionslos: 9

Anmerkung: Die Abgeordneten von BSW und Die Linke bilden jeweils eine Gruppe.
Am 8. Oktober 2020 beschloss der 19. Deutsche Bundestag mit der Regierungsmehrheit der „Großen Koalition“ von CDU/CSU und SPD ein Gesetz zur Änderung des Bundeswahlgesetzes, welches das Wahlsystem zum Bundestag änderte. Überhangmandate sollen gemäß dem Gesetz nur noch begrenzt durch Ausgleichsmandate ausgeglichen werden.
Die Mitglieder des 20. Deutschen Bundestages wurden erstmals nach diesem geänderten Wahlsystem gewählt. Im Februar 2021 beantragten die Bundestagsfraktionen von FDP, Die Linke und Bündnis 90/Die Grünen eine abstrakte Normenkontrolle beim Bundesverfassungsgericht. Der Eilantrag wurde im August 2021 abgewiesen. Im November 2023 urteilte das Bundesverfassungsgericht, dass die Wahlrechtsreform nicht verfassungswidrig sei.
Bei seiner Konstituierung hatte der 20. Deutsche Bundestag 736 Mitglieder, wodurch ein Höchststand in der deutschen Parlamentsgeschichte erreicht wurde. Mit der Wiederholungswahl im Februar 2024 in Berlin sank die Mitgliederzahl um einen Sitz auf 735 Abgeordnete. Mit den Mandatsniederlegungen von Andreas Scheuer und Stefan Müller im April bzw. Mai 2024 verringerte sich die Abgeordnetenzahl erneut um zwei Sitze auf 733 Mitglieder, da deren Überhangmandate nach § 48 Abs. 1 Satz 2 BWahlG a. F. nicht nachbesetzt wurden.
Mit einem Frauenanteil von 35,3 Prozent (zum Stichtag 1. Februar 2024) lag der Bundestag weltweit auf Platz 47 von 184 Parlamenten. Zum dritten Mal in Folge war der Anteil von Abgeordneten mit Migrationshintergrund gestiegen. Der Mediendienst Integration schätzte, dass es sich um 83 Abgeordnete handelte, der Anteil demnach bei 11,3 % lag. Die Anteile (2017 in Klammern) in den einzelnen Fraktionen waren: Die Linke 28,2 % (18,8 %), SPD 17 % (9,8 %), Bündnis 90/Die Grünen 14,4 % (14,9 %), AfD 7,2 % (8,7 %), FDP 5,4 % (6,3 %), CDU/CSU 4,6 % (2,9 %). Das Durchschnittsalter der Abgeordneten aus Einwandererfamilien hatte sich im Vergleich zu 2017 von 49 auf 43 Jahre verjüngt. Nach wie vor wurde eine Unterrepräsentation von Abgeordneten aus der Arbeiterklasse und einfachen Dienstleistungsberufen bemängelt.
Bis zum 31. Dezember 2022 war die Abgeordnete Emilia Fester (* 1998) das jüngste Mitglied des 20. Deutschen Bundestags. Ab dem 1. Januar 2023 war Emily Vontz (* 2000), welche für Heiko Maas nachgerückt war, die jüngste Abgeordnete des 20. Deutschen Bundestags. Ältester Abgeordneter war Alexander Gauland (* 1941) aus der AfD-Fraktion. Dienstältester Abgeordneter war seit dem Tod von Wolfgang Schäuble im Dezember 2023 (von 1972 bis zu seinem Ableben Mitglied des Bundestages) Peter Ramsauer (von 1990 bis 2025 ununterbrochen Mitglied des Bundestages) aus der CDU/CSU-Fraktion.

## Präsidium
Das Präsidium des 20. Deutschen Bundestages bestand aus der Bundestagspräsidentin Bärbel Bas (SPD) sowie den fünf Stellvertretern Aydan Özoğuz (SPD), Yvonne Magwas (CDU), Katrin Göring-Eckardt (Bündnis 90/Die Grünen), Wolfgang Kubicki (FDP) und Petra Pau (Die Linke). Bis zu ihrem Ausscheiden am 8. Dezember 2021 gehörte Claudia Roth (Bündnis 90/Die Grünen) als Bundestagsvizepräsidentin dem Präsidium an, am 9. Dezember 2021 wurde Göring-Eckardt als ihre Nachfolgerin gewählt.

## Fraktionen und Gruppen
Fraktionen
Die elf im Bundestag vertretenen Parteien bildeten insgesamt fünf Fraktionen (bis Dezember 2023 waren es sechs):
- SPD-Bundestagsfraktion
- CDU/CSU-Fraktion im Deutschen Bundestag
- Bundestagsfraktion Bündnis 90/Die Grünen
- Fraktion der Freien Demokraten
- AfD-Fraktion im Deutschen Bundestag
- Fraktion Die Linke im Bundestag (bis Dezember 2023)

Obwohl die Linke bei der Bundestagswahl 2021 an der Fünf-Prozent-Hürde scheiterte und nur dank der Grundmandatsklausel mit 39 Abgeordneten in den Bundestag einzog, stellte sie bis zum 6. Dezember 2023 weiterhin eine eigene Fraktion und keine Gruppe. Voraussetzung dafür war nicht der Zweitstimmenanteil, sondern dass eine Partei mehr als 5 % der Sitze im Parlament erreicht. Die Linke stellte zu Beginn der Legislaturperiode 5,3 % der Abgeordneten. Am 6. Dezember 2023 löste die Fraktion sich jedoch auf, nachdem zehn ihrer Abgeordneten die Gründung einer neuen Partei angekündigt hatten.
Gruppen
Anfang Dezember 2023 und noch vor der Auflösung der Fraktion Die Linke wurde von den verbleibenden Linken-Abgeordneten der Antrag auf Gruppenstatus gestellt. Ebenso stellten die Abgeordneten des Bündnisses Sahra Wagenknecht einen Antrag auf Gruppenstatus. Über beide Anträge entschied der Bundestag am 2. Februar 2024 und vergab den Gruppenstatus.
Fraktionslose
Der Abgeordnete Stefan Seidler (SSW) gehörte von Beginn an keiner Fraktion oder Gruppe an. Ebenso wurde der AfD-Abgeordnete Matthias Helferich über die gesamte Legislaturperiode hinweg nicht in die AfD-Fraktion aufgenommen.
Abgeordnete, die im Verlauf der Legislaturperiode durch Austritt fraktionslos wurden, sind weiter unten im Abschnitt 20. Deutscher Bundestag#Rücktritte und Fraktionsaustritte dokumentiert.

## Arbeit des Bundestags
Im Jahr 2021, in dem die Arbeit des 19. Bundestags endete und die des 20. Bundestags begann, wurden insgesamt 203 Gesetze an 46 Sitzungstagen verabschiedet, davon sechs Gesetze an neun Sitzungstagen durch den 20. Bundestag. Vier der sechs Gesetze gingen auf eine Initiative des 20. Bundestages zurück, zwei auf Vorlagen der bis zum 8. Dezember 2021 kommissarisch amtierenden alten Bundesregierung.
Das Jahr 2022 brachte 115 Gesetze, die an 68 Sitzungstagen verabschiedet wurden. 75 Gesetzesentwürfe brachte die Bundesregierung ein, 39 gingen auf eine Initiative des 20. Bundestages zurück und eine auf die des Bundesrates.
Im Jahr 2023 verabschiedete der Deutsche Bundestag insgesamt 107 Gesetze. Während die Bundesregierung 89 Gesetzentwürfe einbrachte, gingen 14 auf eine Initiative des Bundestages zurück und eine auf die des Bundesrates, drei weitere Gesetze ergingen auf der Grundlage von Beschlussempfehlungen.
Für das Jahr 2024 stehen 83 vom Deutschen Bundestag an 63 Sitzungstagen verabschiedete Gesetze zu Buche. Davon waren 66 Gesetzentwürfe durch die Bundesregierung eingebracht worden, 16 gingen auf eine Initiative des Bundestages zurück und ein Gesetz erging auf der Grundlage von Beschlussempfehlungen.

## Sitzungen (Auswahl)
Der 20. Deutsche Bundestag trat vom 26. Oktober 2021 bis zum 18. März 2025 zu 214 Sitzungen zusammen.
Die konstituierende Sitzung des neu gewählten Bundestages fand am Dienstag, den 26. Oktober 2021 statt. Gemäß der Geschäftsordnung des Deutschen Bundestages wurde die konstituierende Sitzung vom Präsidenten des scheidenden 19. Bundestages Wolfgang Schäuble einberufen und von ihm als Alterspräsidenten, dem an Dienstjahren ältesten Abgeordneten des neuen Bundestages, eröffnet. In der Folge wurde die Geschäftsordnung des Bundestages beschlossen.
Es folgte am selben Tag die Wahl der Bundestagspräsidentin und ihrer Stellvertreter im Präsidium des 20. Deutschen Bundestages. Traditionell hat die stärkste Fraktion – in diesem Fall die SPD – das Vorschlagsrecht für das Amt des Bundestagspräsidenten. Die SPD-Politikerin Bärbel Bas wurde mit 576 Ja-Stimmen zur Präsidentin gewählt. Als Stellvertreter wurden Aydan Özoğuz (SPD), Yvonne Magwas (CDU) sowie erneut Claudia Roth (Bündnis 90/Die Grünen), Wolfgang Kubicki (FDP) und Petra Pau (Linke) gewählt. Der AfD-Kandidat Michael Kaufmann erreichte nicht die erforderliche Mehrheit der Mitglieder des Bundestages.
Die 2. Sitzung fand am 11. November 2021 statt. Grundsätzlich gibt es pro Monat zwei Sitzungswochen.
Auf der 3. Sitzung am 18. November 2021 wurde vom Bundestag die vom 19. Deutschen Bundestag im Laufe der COVID-19-Pandemie erklärte Epidemische Lage von nationaler Tragweite für beendet erklärt.
Zu einer Sondersitzung kam der 20. Deutsche Bundestag am 27. Februar 2022 zusammen, Bundeskanzler Olaf Scholz hielt die sogenannte Zeitenwende-Rede; es war das erste Mal, dass der Bundestag an einem Sonntag einberufen wurde.
Die Verringerung der Anzahl seiner Abgeordneten durch die Änderung des Bundestagswahlrechts beschloss der Bundestag am 17. März 2023 auf seiner 92. Sitzung.
Auf der 191. Sitzung am 10. Oktober 2024 wurde erstmals in der Geschichte des Deutschen Bundestags eine Rede in Gebärdensprache gehalten.
Nach dem Ausscheiden der FDP aus der Ampelkoalition wurden die Tagesordnungen ab der 197. Sitzung (7. November 2024) drastisch gekürzt. SPD und Bündnis 90/Die Grünen hatten ohne die FDP keine Mehrheit mehr im Ältestenrat, der die Tagesordnungen vereinbart (§ 20 GO-BT). Die Sitzungswoche vom 25. bis 29. November 2024 wurde komplett abgesetzt.
Bei der 212. Sitzung, der letzten Sitzung vor der Bundestagswahl 2025, fand am 11. Februar 2025 eine Vereinbarte Debatte zur Situation in Deutschland und zur Bilanz der Regierungs- und Oppositionsarbeit der vergangenen Legislaturperiode statt.
Der 20. Deutsche Bundestag wurde zu einer Sondersitzung am 13. März 2025, also nach der Bundestagswahl 2025, zusammengerufen (213. Sitzung). Zuvor war es viermal vorgekommen, dass nach einer Bundestagswahl der Bundestag nochmals zusammenkam. Auf der umstrittenen Tagesordnung dieser Sondersitzung standen drei Anträge zur Änderung des Grundgesetzes (Fraktionen von SPD und CDU/CSU zur Änderung der Art. 109 und Art. 115 und Einführung eines Art. 143 h, Fraktion Bündnis 90/Die Grünen zur Änderung der Artikel 109 und 115 und FDP-Fraktion zur Änderung des Art. 87a). Die 214. und letzte Sitzung wurde am 18. März 2025 abgehalten, die in der vorigen Sitzung beratenen Grundgesetzänderungen wurden mit der nötigen Zweidrittelmehrheit mit Stimmen aus SPD, CDU/CSU, Grünen und zwei fraktionslosen Abgeordneten beschlossen.

## Ausschüsse
Wie schon der 19. Bundestag verfügte auch der 20. Bundestag über 25 ständige Bundestagsausschüsse. Die Bundestagsausschüsse des 20. Deutschen Bundestages wurden am 9. Dezember 2021 eingesetzt; einzig der Petitionsausschuss hatte sich schon vorher – nämlich am 11. November 2021 – konstituiert.
Beantragt war die Einsetzung folgender Untersuchungsausschüsse (nach Artikel 44 des Grundgesetzes kann und muss der Deutsche Bundestag auf Antrag eines Viertels seiner Mitglieder einen Untersuchungsausschuss einsetzen):
| Datum              | Thema                                                                             | beantragende Fraktion                    | Antrag (Drucksache) | Ergebnis        | Anmerkung |
| ------------------ | --------------------------------------------------------------------------------- | ---------------------------------------- | ------------------- | --------------- | --- |
| 18. Mai 2022       | „deutsches politisch-militärisch-ziviles Engagement in Afghanistan 2001 bis 2021“ | AfD                                      | 20/1867             | abgelehnt       | Der Antrag wurde auf Beschlussempfehlung des Ausschusses für Wahlprüfung, Immunität und Geschäftsordnung vom 5. Juli 2022. am 7. Juli 2022 abgelehnt; für eine Einsetzung hatte die AfD-Fraktion, gegen die Einsetzung die Mehrheit aller übrigen Stimmen votiert. |
| 21. Juni 2022      | „Afghanistan-Einsatz der Bundeswehr“                                              | SPD, CDU/CSU, BÜNDNIS 90/DIE GRÜNEN, FDP | 20/2352             | angenommen      | Der Antrag wurde auf Beschlussempfehlung des Ausschusses für Wahlprüfung, Immunität und Geschäftsordnung vom 5. Juli 2022. am 7. Juli 2022 angenommen; für eine Einsetzung hatten die Fraktionen von SPD, Bündnis 90/Die Grünen, FDP und CDU/CSU gestimmt, die AfD votierte gegen die Einsetzung, Die Linke enthielt sich. |
| 27. September 2022 | „Bekämpfung des Corona-Virus“                                                     | AfD                                      | 20/3706             | abgelehnt       | Der Antrag wurde auf Beschlussempfehlung des Ausschusses für Wahlprüfung, Immunität und Geschäftsordnung vom 30. Januar 2023. am 19. April 2023 abgelehnt; für eine Einsetzung hatten in namentlicher Abstimmung 72, gegen die Einsetzung 577 Abgeordnete votiert. |
| 14. März 2023      | „Angriff auf Nord Stream“                                                         | AfD                                      | 20/5989             | ohne Empfehlung | Der Antrag wurde im Bundestag am 15. März 2023 erstmals beraten und dann an den Ausschuss für Wahlprüfung, Immunität und Geschäftsordnung überwiesen. |
| 18. April 2023     | „Warburg/Cum-Ex“                                                                  | CDU/CSU                                  | 20/6420 20/7574     | abgelehnt       | Der Antrag (Drucksache 20/6420) wurde im Bundestag am 20. April 2023 erstmals beraten und dann an den Ausschuss für Wahlprüfung, Immunität und Geschäftsordnung überwiesen. Dieser beriet am 22. Juni 2023 darüber in öffentlicher Anhörung. Der Ausschuss für Wahlprüfung, Immunität und Geschäftsordnung beschloss eine Ablehnung, dazu reichte die Unionsfraktion noch einen Änderungsantrag ein. Am 5. Juli 2023 debattierte der Bundestag über die Anträge. Der Änderungsantrag (Drucksache 20/7574) wurde von den Koalitionsfraktionen SPD, Bündnis 90/Die Grünen und FDP gegen die Stimmen von CDU/CSU, AfD und Linke abgelehnt. Für den Vorschlag des Ausschusses (Drucksache 20/7572) stimmten die Koalitionsfraktionen SPD, Bündnis 90/Die Grünen und FDP gegen die der Fraktionen von CDU/CSU, AfD und Linke. Für den Antrag der Unionsfraktion (Drucksache 20/7573, „Einsetzung eines 2. Untersuchungsausschusses der 20. Wahlperiode – Aktenverluste aufgrund verzögerter Einsetzung verhindern“) stimmten zudem die AfD und die Linke; die regierungstragenden Fraktionen enthielten sich. Die Unionsfraktion kündigte eine Klage beim Bundesverfassungsgericht an; im September 2023 wurde diese Organklage erhoben. |
| 11. Mai 2023       | „familiäre und persönliche Verstrickungen in der Bundesregierung“                 | AfD                                      | 20/6776             | ohne Empfehlung | Über den Antrag beriet der Bundestag am 15. Juni 2023 und überwies die Vorlage an den Ausschuss für Wahlprüfung, Immunität und Geschäftsordnung. Dieser empfahl am 3. Juni 2024, den Antrag mit den Stimmen der Fraktionen SPD, CDU/CSU, Bündnis 90/Die Grünen und FDP sowie der Gruppe Die Linke gegen die Stimmen der Fraktion der AfD abzulehnen (Drucksache 20/11599). |
| 11. Juni 2024      | „Umstände des Atomausstiegs“                                                      | CDU/CSU                                  | 20/11731            | angenommen      | Der Antrag vom 11. Juni 2024 wurde am 14. Juni 2024 im Bundestag beraten und dem federführenden Ausschuss für Wahlprüfung, Immunität und Geschäftsordnung zur weiteren Beratung überwiesen. |

## Sitzordnung
Die Sitzordnung im Deutschen Bundestag wurde auf Antrag der drei regierenden Parteien vom 14. Dezember 2021. in der 9. Sitzung am 16. Dezember 2021 geändert. Vom Podium des Präsidiums aus von links nach rechts gesehen ergab sich fortan folgende Sitzverteilung der Fraktionen und Gruppen: Die Linke, SPD, Bündnis 90/Die Grünen, FDP, CDU/CSU und AfD. Die Fraktion der FDP und die CDU/CSU-Fraktion tauschten damit die Plätze. Seit dem 2. Februar 2024 sitzt die Gruppe des BSW links von der Gruppe der Linken.

## Rücktritte und Fraktionsaustritte
Während der ersten Sitzung der neuen AfD-Fraktion am 27. September 2021 kam es zu einer Debatte um den Verbleib des Abgeordneten Matthias Helferich innerhalb der Fraktion. Helferich verließ die Sitzung vorzeitig und erklärte später, der AfD-Fraktion im Bundestag nicht anzugehören und einen Antrag auf ein Gastmandat stellen zu wollen, welches jedoch später nicht genehmigt wurde.
Am 30. Dezember 2021 wurde bekannt, dass Uwe Witt und Johannes Huber die Fraktion und die Partei AfD verlassen haben. Witt war anschließend von Januar bis August 2022 Mitglied der Deutschen Zentrumspartei. Spätestens im Dezember 2024 wurde Witt Mitglied der Partei Bündnis Deutschland. Im September 2022 trat der sachsen-anhaltische Bundestagsabgeordnete Robert Farle aus der Fraktion aus, im November 2023 gab er auch seinen Parteiaustritt bekannt. Die AfD-Abgeordnete Joana Cotar trat am 21. November 2022 aus der Partei und der Fraktion aus.
Am 9. Oktober 2023 trat der Abgeordnete Thomas Lutze von der Linken zur SPD über.
Am 6. Dezember 2023 löste sich die Fraktion Die Linke auf. Zehn Abgeordnete der Linksfraktion bildeten zum 2. Februar 2024 die Gruppe Bündnis Sahra Wagenknecht, die restlichen gründeten die Gruppe Die Linke.
Am 31. März 2024 trat Thomas Seitz aus der AfD-Fraktion aus; er verließ auch die Partei.
Die CSU-Abgeordneten Andreas Scheuer und Stefan Müller legten ihre Mandate zum 1. April 2024 bzw. zum 31. Mai 2024 vorzeitig nieder. Für beide gab es keinen Nachrücker, da die Mandate als unausgeglichene Überhangmandate nach § 48 Abs. 1 Satz 2 BWahlG a. F. verfielen.
Am 9. Juli 2024 verließ Melis Sekmen die Fraktion von Bündnis 90/Die Grünen und wurde in die CDU/CSU-Fraktion aufgenommen.
Am 15. Oktober 2024 trat der AfD-Abgeordnete Dirk Spaniel aus Partei und Fraktion aus. Im Januar 2025 wurde Spaniel Mitglied der Werteunion.
Am 7. November 2024 gab Volker Wissing seinen Austritt aus der FDP bekannt und schied aus der Fraktion der Freien Demokraten aus.

## Gäste im 20. Deutschen Bundestag
Im 20. Deutschen Bundestag hielten folgende Gäste eine Rede: Inge Auerbacher, Mickey Levy, Wolodymyr Selenskyj (2×), Jitzchak Herzog, Rozette Kats, Klaus Schirdewahn, Maren Kroymann, Jannik Schümann, Charles III., Eva Szepesi, Marcel Reif, Klaus Johannis und Roman Schwarzman.

## Auflösung des Bundestags
Aufgrund eines wachsenden Konflikts zwischen den Koalitionspartnern, insbesondere zu den Themen Klimaschutz und Wirtschaftspolitik, brach die Koalition Ende 2024 auseinander. Bundeskanzler Olaf Scholz beantragte am 11. Dezember 2024 die Vertrauensfrage. In der betreffenden Sitzung am 16. Dezember 2024 sprach der Bundestag ihm das Vertrauen nicht aus, woraufhin Scholz beim Bundespräsidenten die Auflösung des Bundestags beantragte. Bundespräsident Frank-Walter Steinmeier löste den Bundestag antragsgemäß am 27. Dezember 2024 auf. Noch am selben Tag wurde der Wahltermin für die Wahl zum 21. Deutschen Bundestag am 23. Februar 2025 bekannt gegeben. Die 20. Legislaturperiode lief noch bis zum 25. März 2025, als der 21. Bundestag zu seiner konstituierenden Sitzung zusammentrat.